# Pamela Druckerman

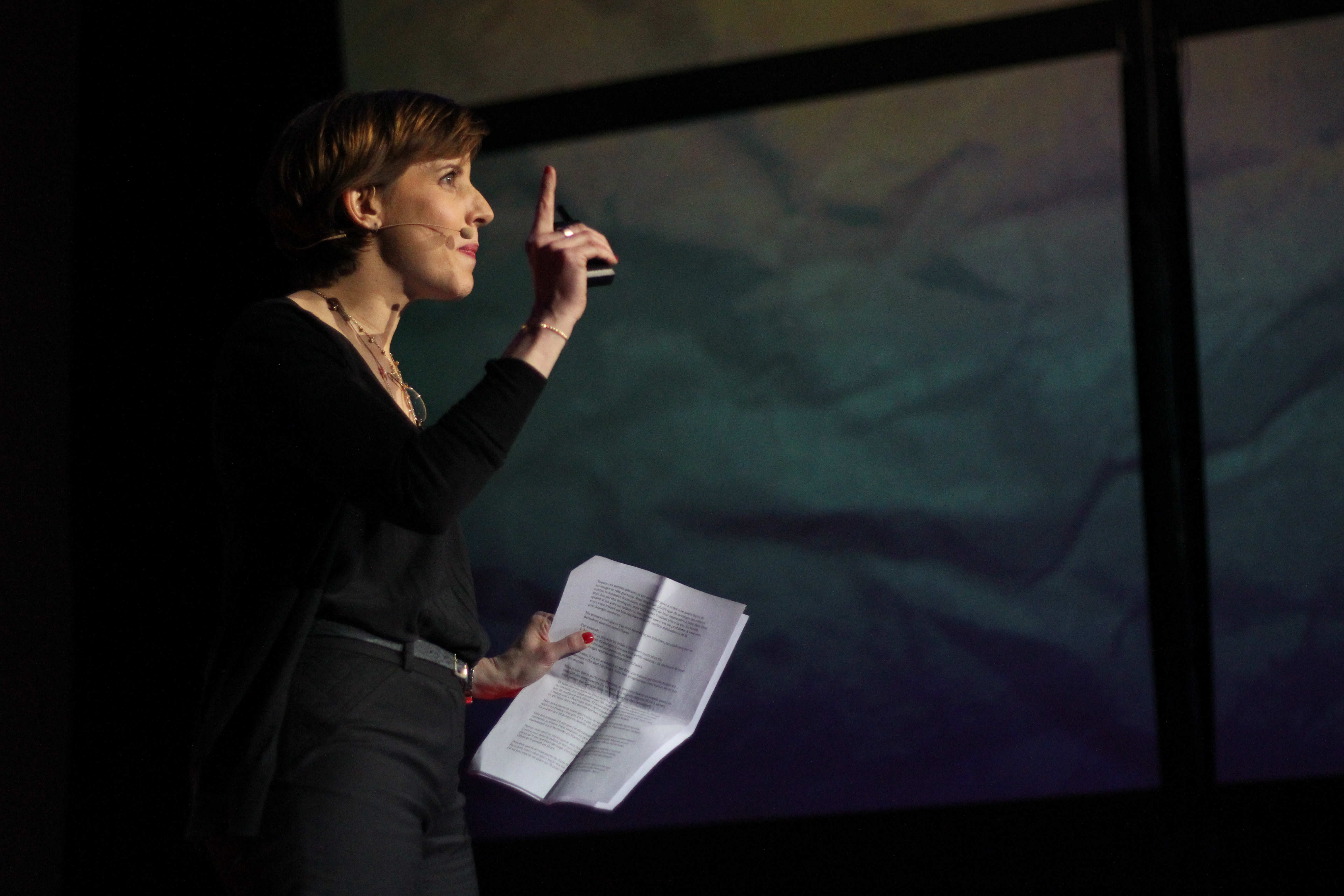
Pamela Druckerman bei TEDxParis am 28. März 2013

Pamela Druckerman (* 14. März 1970 in New York City) ist eine US-amerikanisch-französische Schriftstellerin und Journalistin. Seit 2013 arbeitet sie als Kolumnistin für The New York Times International Edition.

## Leben
Druckerman wuchs in Miami auf. Sie erhielt einen Bachelor in Philosophie von der Colgate University und 1998 einen Master in internationalen Beziehungen von der Columbia University.
Von 1997 bis 2002 war sie als Reporterin für The Wall Street Journal in Buenos Aires, São Paulo und New York tätig und berichtete über Wirtschaft und Politik. Sie berichtete auch aus Tokio, Moskau, Johannesburg und Jerusalem. Zuvor war sie Mitglied des Council on Foreign Relations.
Sie wurde 2017 als französische Staatsbürgerin eingebürgert. Druckerman lebt mit ihrem Mann, dem Autor und Journalisten Simon Kuper, und ihren drei Kindern in Paris.

## Autorin
Druckermans erstes Buch Lust In Translation: Infidelity from Tokyo to Tennessee, das 2007 bei Penguin erschien, untersucht die Natur der Untreue. Sie behauptet, dass Nordamerika der schlechteste Ort für eine außereheliche Affäre ist, weil die Amerikaner ein hohes Maß an Ehrlichkeit von ihren Partnern erwarten, und stellte fest, dass die Franzosen eine viel verständnisvollere und freizügigere Einstellung zum Ehebruch haben.
Sie schrieb Bücher über französische Erziehungsphilosophie, die Erziehungstipps enthalten:
- Bringing Up Bébé, One American Mother Discovers the Wisdom of French Parenting, 2012, Penguin Press, New York[6]
  - French Children Don't Throw Food, Doubleday[7]
  - dt. Warum französische Kinder keine Nervensägen sind, 2015, Goldmann Verlag, ISBN 978-3-442-17578-9[8]
- Bébé Day by Day, 2013, Penguin Press, New York[9]
  - dt. Was französische Eltern besser machen, 2016, Goldmann Verlag, ISBN  978-3-442-17650-2[10]

Sie produzierte den Kurzfilm The forger für The New York Times mit Samantha Stark und Alexandra Garcia, der 2017 den News and Documentary Emmy Award erhalten hat. Dieser Kurzfilm nutzt Schatten-Animationen, um die Geschichte von Adolfo Kaminsky, dem berühmten Pariser Fälscher, zu erzählen, der falsche Pässe anfertigte und Tausende von Kindern vor den Nazis rettete.
2018 veröffentlichte sie ein Porträt des modernen mittleren Alters:
- There Are No Grown-Ups: A Midlife Coming-of-Age Story, 2018, Penguin Press[13]
  - dt. Vierzig werden à la parisienne, 2019, Mosaik Verlag, ISBN 978-3-442-39293-3[14]

Ihre Stellungnahmen und Artikel sind in der New York Times, der Washington Post, Marie Claire, The Guardian und Monocle erschienen. Sie tritt auch in Nachrichtensendungen auf, darunter Good Morning America, Today, National Public Radio und BBC.

## Preise und Auszeichnungen
- 2012: Nominiert für die Aufnahme in die Liste Time 100[16]
- Spiegel-Bestseller Taschenbuch Sachbücher: Warum französische Kinder keine Nervensägen sind[17]